# Ооржак, Ролан Чадамбаевич
Ролан Чадамбаевич Ооржак (18 декабря 1981, Тыва, СССР) — тувинский кинорежиссёр, директор и режиссёр кинокомпании «Нирвана». Считается родоначальником тувинского кинематографа.

## Биография
Родился в семье тренера по вольной борьбе и учительницы начальных классов. Окончил Московский государственный университет по специальности «политология». В студенчестве в 2004—2006 годах руководил московским молодёжным тувинским землячеством.
После университета устроился работать в корейскую компанию электроники «Cuckoo» — менеджером по оптовым продажам.
В 25 лет на любительскую камеру снял свой первый фильм «Чугле сен дээш», потратив на съемки фильма около 5-и тысяч рублей. Премьера фильма состоялась в кинотеатре «Найырал», кассовые сборы составили порядка 200 тысяч рублей.
В 2012 году показы фильмов Ролана прошли в Москве и Улан-Удэ.
В настоящее время на счету режиссёра 10 фильмов. Самый дешёвый — с нулевым бюджетом, самый дорогой — с бюджетом 270 тысяч рублей. Стоит отметить тот факт, что большая часть лент Ролана кассово успешные.
В 2012 году Ролан с единомышленниками открыли школу киноискусства «Хамелеон», также задумываются о строительстве собственного кинотеатра в Тыве.

## Интересные факты
- Некоторые издания сравнивают Ролана с Никитой Михалковым[9].
- Антон Верстаков снял документальный фильм про Ролана «Ролан снимает кино»[10].
- Несмотря на то, что 9 из 10-и фильмов Ролана на тувинском языке, все сценарии к ним написаны на русском.

## Фильмография
- «Чүгле сен дээш» (2 части) — «Только ради тебя»;
- «Ашкаң кайыл?» — «Где деньги?»;
- «Келин кыстын хомудалы» — «Проклятье невесты»;
- «Ынакшыл-моркоп» (2 части) — «Любов-моркоп»;
- «Клинч»;
- «Эгил эш» — «Вернись, друг»;
- «Ортемчейнин аялгазы» — «Мелодия вселенной»;
- «49 шак» — «49 часов»;
- «Эжиктер» («Двери»);
- «Бардо»;
- «Стальные ветра»;
- «Вспышка»;
- «Послелний тест»;
- «Парасомния»;
- «Сака Дава».